# Asienspiele 2014/Basketball/Herren
Bei den Asienspielen 2014 in Incheon, Südkorea wurden vom 22. bis 28. September 2014 zwei Wettbewerbe im Basketball ausgetragen.
Im Folgenden die Ergebnisse des Herrenturniers.

## Qualifikation

### Gruppe A
| Rang | Land      | S | G | V | Punkte  |
| ---- | --------- | - | - | - | ------- |
| 1    | Kuwait    | 3 | 3 | 0 | 279:190 |
| 2    | Mongolei  | 3 | 2 | 1 | 279:213 |
| 3    | Hongkong  | 3 | 1 | 2 | 257:212 |
| 4    | Malediven | 3 | 0 | 3 | 143:343 |

|           | KUW    | MGL    | HKG    | MDV    |
| --------- | ------ | ------ | ------ | ------ |
| Kuwait    |        | 82:81  | 81:65  | 116:44 |
| Mongolei  | 81:82  |        | 86:77  | 112:54 |
| Hongkong  | 65:81  | 77:86  |        | 115:45 |
| Malediven | 44:116 | 54:112 | 45:115 |        |

### Gruppe B
| Rang | Land          | S | G | V | Punkte  |
| ---- | ------------- | - | - | - | ------- |
| 1    | Indien        | 3 | 2 | 1 | 236:183 |
| 2    | Kasachstan    | 3 | 2 | 1 | 222:189 |
| 3    | Saudi-Arabien | 3 | 2 | 1 | 221:227 |
| 4    | Palästina     | 3 | 0 | 3 | 170:250 |

|               | IND   | KAZ   | KSA   | PLE   |
| ------------- | ----- | ----- | ----- | ----- |
| Indien        |       | 80:61 | 67:73 | 89:49 |
| Kasachstan    | 61:80 |       | 89:59 | 72:50 |
| Saudi-Arabien | 73:67 | 59:89 |       | 89:71 |
| Palästina     | 49:89 | 50:72 | 71:89 |       |

## Vorrunde
|  | Team für Viertelfinale qualifiziert |

### Gruppe C
| Rang | Land                | S | G | V | Punkte  |
| ---- | ------------------- | - | - | - | ------- |
| 1    | Volksrepublik China | 2 | 2 | 0 | 135:117 |
| 2    | Kasachstan          | 2 | 1 | 1 | 133:144 |
| 3    | Chinesisch Taipeh   | 2 | 0 | 2 | 216:133 |

|                     | CHN   | KAZ   | TPE   |
| ------------------- | ----- | ----- | ----- |
| Volksrepublik China |       | 76:59 | 59:58 |
| Kasachstan          | 59:76 |       | 74:68 |
| Chinesisch Taipeh   | 58:59 | 68:74 |       |

### Gruppe D
| Rang | Land      | S | G | V | Punkte  |
| ---- | --------- | - | - | - | ------- |
| 1    | Südkorea  | 2 | 2 | 0 | 188:136 |
| 2    | Mongolei  | 2 | 1 | 1 | 150:164 |
| 3    | Jordanien | 2 | 0 | 2 | 143:181 |

|           | KOR   | MGL   | JOR   |
| --------- | ----- | ----- | ----- |
| Südkorea  |       | 90:67 | 59:58 |
| Mongolei  | 67:90 |       | 83:74 |
| Jordanien | 69:98 | 74:83 |       |

### Gruppe E
| Rang | Land        | S | G | V | Punkte  |
| ---- | ----------- | - | - | - | ------- |
| 1    | Iran        | 2 | 2 | 0 | 144:104 |
| 2    | Philippinen | 2 | 1 | 1 | 148:144 |
| 3    | Indien      | 2 | 0 | 2 | 117:161 |

|             | IRI   | PHI   | IND   |
| ----------- | ----- | ----- | ----- |
| Iran        |       | 68:63 | 76:41 |
| Philippinen | 63:68 |       | 85:76 |
| Indien      | 41:76 | 76:85 |       |

### Gruppe F
| Rang | Land   | S | G | V | Punkte  |
| ---- | ------ | - | - | - | ------- |
| 1    | Katar  | 2 | 2 | 0 | 151:140 |
| 2    | Japan  | 2 | 1 | 1 | 160:147 |
| 3    | Kuwait | 2 | 0 | 2 | 144:168 |

|        | QAT   | JPN   | KUW   |
| ------ | ----- | ----- | ----- |
| Katar  |       | 72:71 | 79:69 |
| Japan  | 71:72 |       | 89:75 |
| Kuwait | 69:79 | 75:89 |       |

## Finalrunde

### Viertelfinale
|  | Team für Halbfinale qualifiziert |

#### Gruppe G
| Rang | Land                | S | G | V | Punkte  |
| ---- | ------------------- | - | - | - | ------- |
| 1    | Iran                | 3 | 3 | 0 | 264:195 |
| 2    | Japan               | 3 | 2 | 1 | 234:224 |
| 3    | Volksrepublik China | 3 | 1 | 2 | 247:221 |
| 3    | Mongolei            | 3 | 0 | 3 | 206:311 |

|                     | IRI    | JPN   | CHN    | MGL    |
| ------------------- | ------ | ----- | ------ | ------ |
| Iran                |        | 82:59 | 75:67  | 107:69 |
| Japan               | 59:82  |       | 79:72  | 96:70  |
| Volksrepublik China | 67:75  | 72:79 |        | 108:67 |
| Mongolei            | 69:107 | 70:96 | 67:108 |        |

#### Gruppe H
| Rang | Land        | S | G | V | Punkte  |
| ---- | ----------- | - | - | - | ------- |
| 1    | Südkorea    | 3 | 3 | 0 | 239:213 |
| 2    | Kasachstan  | 3 | 1 | 2 | 190:201 |
| 3    | Katar       | 3 | 1 | 2 | 192:198 |
| 3    | Philippinen | 3 | 1 | 2 | 230:239 |

|             | KOR   | KAZ   | QAT   | PHI   |
| ----------- | ----- | ----- | ----- | ----- |
| Südkorea    |       | 77:60 | 65:58 | 97:95 |
| Kasachstan  | 60:77 |       | 65:57 | 65:67 |
| Katar       | 58:65 | 57:65 |       | 77:68 |
| Philippinen | 95:97 | 67:65 | 68:77 |       |

### Platzierungsspiele

#### Plätze 5 bis 8
|  | 5.–8. Platz         | 5.–8. Platz         |             |    | 5. Platz | 5. Platz |
|  |                     |                     |             |    |          |          |
|  | Mongolei            | 78                  |             |    |          |          |
|  | Katar               | 87                  |             |    |          |          |
|  |                     |                     |             |    |          |          |
|  |                     |                     |             |    |          |          |
|  | Katar               | 60                  |             |    |          |          |
|  |                     | Volksrepublik China | 70          |    |          |          |
|  |                     |                     |             |    |          |          |
|  | 7. Platz            |                     |             |    |          |          |
|  |                     |                     | Mongolei    | 68 |          |          |
|  | Volksrepublik China | 78                  | Philippinen | 84 |          |          |
|  | Philippinen         | 71                  |             |    |          |          |

#### Plätze 1 bis 4
Das Finale wurde am 3. Oktober ausgetragen.

|  | Halbfinale          | Halbfinale |            |    | Finale | Finale |
|  |                     |            |            |    |        |        |
|  | Japan               | 63         |            |    |        |        |
|  | Südkorea            | 71         |            |    |        |        |
|  |                     |            |            |    |        |        |
|  |                     |            |            |    |        |        |
|  | Südkorea            | 79         |            |    |        |        |
|  |                     | Iran       | 77         |    |        |        |
|  |                     |            |            |    |        |        |
|  | Spiel um Platz drei |            |            |    |        |        |
|  |                     |            | Japan      | 76 |        |        |
|  | Iran                | 80         | Kasachstan | 72 |        |        |
|  | Kasachstan          | 78         |            |    |        |        |

### Endstand
| Platz | Land                |
| ----- | ------------------- |
| 1     | Südkorea            |
| 2     | Iran                |
| 3     | Japan               |
| 4     | Kasachstan          |
| 5     | Volksrepublik China |
| 6     | Katar               |
| 7     | Philippinen         |
| 8     | Mongolei            |